# نود، هند
نود (به انگلیسی: Vavad) یک روستا در هند است که در Kozhikode district واقع شده‌است.

## خصوصیات
نود ۱۳٬۳۱۷ نفر جمعیت دارد.